# ناحیه یونان
یانان (به لاتین: Yun'an District) یک شهرستان در جمهوری خلق چین است که در یانفو واقع شده‌است.

## خصوصیات
یانان ۱٬۲۳۱ کیلومترمربع مساحت و ۲۶۹٬۷۳۶ نفر جمعیت دارد.